# Samdrup Dzongkʽar
Samdrup Jongkhar (dżong. བསམ་གྲུབ་ལྗོངས་མཁར་རྫོང་ཁག་) - jeden z 20 dzongkhagów w Bhutanie. Znajduje się w południowo-wschodniej części kraju.